# 吉田亀太郎
吉田 亀太郎（よしだ かめたろう、1858年10月26日（安政5年9月20日） - 1931年（昭和6年）12月26日）は、明治時代に東北地方で活動した伝道者・牧師。祖父は仙台藩亘理伊達氏に仕えた新妻興左衛門、父はその四男吉田雄吉。

## 生涯・業績
1858年(安政5年)、陸奥国稗貫郡花巻（現岩手県花巻市）で生まれ、現在の宮城県石巻で育った。新潟に赴任した時に、T・A・パームと押川方義らの説教を聞いてキリスト教に回心し、1878年（明治11年）に洗礼を受けた。それから、パーム、押川と共に伝道に従事した。
1880年(明治23年)、吉田は押川と共に、宮城県の伝道を始める。仙台についた吉田と押川は、北三番町木町通り角屋敷に「基督教講義所」の看板を掲げて伝道を開始した。反応は鈍かったが精力的に巡回し、聖書を売り、路傍伝道を行った。
翌1881年(明治24年)、押川は腸チフスで3ヶ月間療養生活を行った。押川不在の時も、吉田が伝道して1881年5月1日、横山覚、伊藤悌三の二人が洗礼を受けた。これが仙台日本基督教会（日本基督教団仙台東一番丁教会）の創立になった。
吉田亀太郎の両親宅を集会所として伝道し、これが、石巻基督教会になる。
1885年(明治28年)4月陸前古川教会、10月に岩沼教会、11月に石巻一致教会(現・日本基督教団石巻山城町教会)が創立する。